# Movimiento AMIGO
El movimiento AMIGO, Acción Movilizadora Independiente Generando Oportunidades, también llamado AM16O es un movimiento político ecuatoriano. Fue fundado como movimiento provincial manabita por el exasambleísta Daniel Mendoza con el nombre Mejor: Emprendimiento, Justicia, Oportunidades Reales. En el 2019 pasó a llamarse MEJOR EC y se inscribió como movimiento nacional. En 2021 pasó a llamarse Movimiento AMIGO con la lista electoral número 16.

## Historia
El movimiento Mejor fue un movimiento provincial de la Provincia de Manabí fundado por el exasambleísta Daniel Mendoza Arévalo, quien representaba en la asamblea al movimiento oficialista Alianza PAIS. El movimiento Mejor participó en las elecciones seccionales de 2019 en la Provincia de Manabí en alianza con el movimiento Alianza PAIS obteniendo 6 alcaldías y 26 concejalías.
En el año 2019, con la intención de convertirse en un movimiento nacional se cambió el nombre por MEJOR EC, nombre con el que fue registrado en noviembre del 2019. El 2020 Daniel Mendoza Arévalo fue condenado a 4 años y 2 meses de cárcel por delincuencia organizada.
A mediados del 2020 la organización y el destino del movimiento eran un misterio debido al encarcelamiento de su fundador y la escasa información sobre sus actividades. Para las elecciones presidenciales de 2021 el movimiento fue tomado a cargo por Pedro José Freile y se le cambió el nombre por Movimiento AMIGO. Freile negó cualquier vínculo con Daniel Mendoza Arévalo y los delitos por los que lo condenaron.
Poco antes de las elecciones se descubrió que por error en 6 millones de papeletas se imprimió el logo y nombre anterior del movimiento, las cuales tuvieron que ser destruidas y reimpresas.
El candidato presidencial de 2021 fue Pedro José Freile, un abogado que fue miembro del consejo directivo de la Sociedad de Lucha contra el Cáncer (SOLCA). Antes de esto su actividad política la ejerció como miembro del colectivo Quinto Poder, el cual participaba en manifestaciones en contra del entonces presidente Rafael Correa. Freile no era muy conocido en la política nacional pero logró ganar apoyo con sus intervenciones en los debates presidenciales. Logró conseguir el 2.08 % de los votos, siendo considerado el segundo candidato sorpresa después de Xavier Hervas. El movimiento no presentó candidatos a la Asamblea Nacional del Ecuador.
En febrero del 2022, Pedro Freile anunció su separación del movimiento.
En las elecciones presidenciales extraordinarias de 2023 el Movimiento AMIGO auspicia la candidatura de Bolívar Armijos. En las simultáneas elecciones legislativas, el Movimiento AMIGO obtuvo un escaño.
En 2024, Yaku Pérez se incorpora al Movimiento AMIGO.
Para las elecciones presidenciales de 2025, el Movimiento AMIGO auspicia la candidatura de Juan Cueva.

## Resultados electorales

### Elecciones presidenciales
|  | 2,08 % |

|  | 0,36 % |

|  | 0,17 % |

### Elecciones Legislativas
| Año  | Cabeza de Lista | Votos   | %    | Escaños |
| ---- | --------------- | ------- | ---- | ------- |
| 2023 | Víctor Bravo    | 101 108 | 1,20 | 1/137   |
| 2025 | Yaku Pérez      |         |      | 0/151   |

### Elecciones seccionales
|  | 0,00 % |

|  | 4,52 % |